# Hana to Hebi
Hana to Hebi (jap. 花と蛇, dt. „Blume und Schlange“), international veröffentlicht unter dem englischen Titel Flower and Snake, ist ein japanischer Erotikfilm (Pinku Eiga) aus dem Jahre 1974, der auf dem gleichnamigen BDSM-Roman von Oniroku Dan basiert. Regie führte Masaru Konuma, die Hauptrolle spielte Naomi Tani. Der Film erschien bei Nikkatsu in der Reihe Roman Porno.

## Handlung
Makoto Katagiri glaubt, als Kind einen Mann namens Jimmy erschossen zu haben, und leidet seitdem an Albträumen und Erektionsproblemen. Er lebt bei seiner Mutter Miyo, einer Pornodarstellerin, und hat einen Bürojob. Als sein Chef Senzō Tōyama in Katagiris Schreibtisch Bilder von gefesselten Frauen findet, beauftragt er diesen, seine Frau Shizuko, die sich ihm gegenüber abweisend zeigt und eine Scheidung anstrebt, zu entführen und zu disziplinieren. Katagiri stimmt zu. Er vergewaltigt Shizuko und foltert sie gemeinsam mit seiner Mutter.
Mit der Zeit entwickelt sich eine Liebesbeziehung zwischen Katagiri und Shizuko. Durch sie überwindet er auch sein Trauma. Als er seiner Mutter berichtet, dass er und Shizoku beabsichtigen, zu heiraten, bezahlt diese einen Mann, der Jimmy ähnlich sieht, damit er Shizuko vergewaltigt. Dadurch erneuert sich Katagiris Kindheitstrauma. Zudem verlangt Tōyama, dass er Shizuko zurückgibt. Katagiri meldet sich krank und vermeidet den Kontakt mit Tōyama. Schließlich entscheidet er sich, Shizuko freizulassen, sie kehrt jedoch zu ihm zurück.
Daraufhin gehen Katagiri und Shizuko ins Kino, um einen Pornofilm zu sehen. Durch den Film fühlt er sich erneut an sein Kindheitstrauma erinnert. Diesmal kann er es jedoch endgültig überwinden, denn er erinnert sich, dass nicht er, sondern seine Mutter Jimmy erschossen hat. Von einer Telefonzelle aus ruft er seine Mutter an, um sie damit zu konfrontieren, während er mit Shizuko Sex hat.
Als Katagiri mit Shizuko nach Hause kommt, wird er dort von Tōyama erwartet, der verlangt, dass Shizuko mit ihm mitkommt. Sie erklärt Katagiri, dass sie immer noch Tōyamas Ehefrau ist, bietet ihm aber an, mit den beiden mitzukommen. Gegen den Willen seiner Mutter willigt er ein.

## Bedeutung
Naomi Tani spielte in Hana to Hebi erstmals eine Hauptrolle in einem Film, der von einem der großen japanischen Studios produziert wurde. Zuvor war sie nur in Low-Budget-Produktionen kleinerer Studios in Erscheinung getreten. Dennoch war sie zu diesem Zeitpunkt bereits sehr bekannt. Auch in der US-amerikanischen Zeitschrift Playboy war sie bereits 1968 erwähnt worden.
Hana to Hebi war gleichzeitig der erste BDSM-Film in der Reihe Roman Porno. Nikkatsu hatte der Thematik lange skeptisch gegenübergestanden. Nachdem Hana to Hebi und der wenig später folgende Ikenie Fujin großen Erfolg hatten folgten jedoch weitere ähnliche Filme, darunter auch viele mit Naomi Tani.

## Andere Verfilmungen
1968 erschien unter dem Titel Hana to Hebi yori: Niku no Shiiku (花と蛇より 肉の飼育) bereits eine Verfilmung des Romans bei Yamabe Pro. Die Hauptrolle spielte auch in dieser Verfilmung Naomi Tani.
Von 1985 bis 1987 versuchte Nikkatsu bei vier weiteren BDSM-Filmen mit ähnlicher Handlung eine Verbindung durch Verwendung von Hana to Hebi im Titel herzustellen, drei unter der Regie von Shogoro Nishimura (1985/86) und einen unter der Regie von Masayuki Asao. Diese Filme wurden auch international als Fortsetzungen vermarktet. Darsteller oder sonstige Mitwirkende aus Hana to Hebi sind jedoch nicht beteiligt.
Ein Remake (Flower and Snake) von Takashi Ishii erschien 2004 mit Aya Sugimoto in der Hauptrolle. Zu diesem Film wurde 2005 auch eine Fortsetzung, erneut mit Aya Sugimoto, produziert (Hana to hebi 2: Pari/Shizuko).

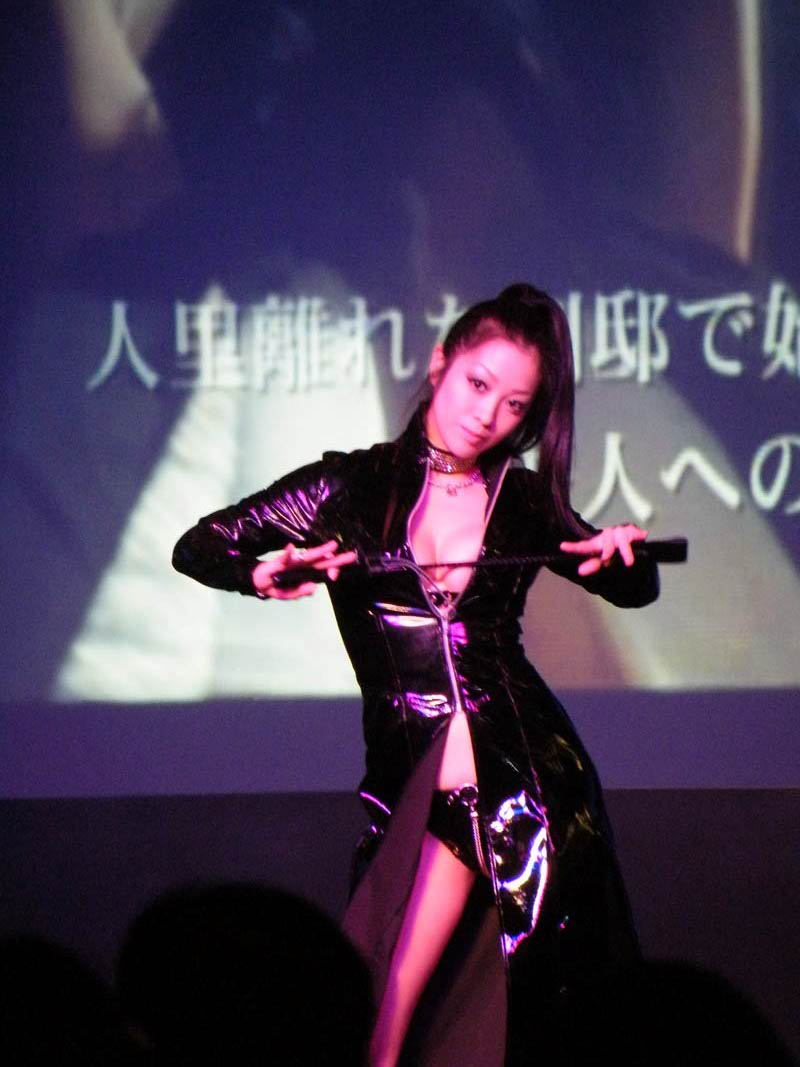
Minako Komukai 2010

Ein dritter Teil (Hana to Hebi 3) erschien 2010 unter der Regie von Yusuke Narita nach einem Drehbuch von Masayoshi Azuma. Die Hauptrolle spielte Minako Komukai. Da Takashi Ishii im Remake und der Fortsetzung die Drehbücher als Regisseur selbst schrieb, handelt es sich bei diesem dritten Teil um keine direkte Fortsetzung, sondern um eine Abwandlung des Themas.
2014 wurde eine Verfilmung sehr nahe an der originalen Roman-Vorlage von 1962 unter der Regie von Hajime Hashimoto nach einem Drehbuch von Takehiko Minato geschaffen. Die Hauptrollen besetzten Maiko Amano, Noriko Hamada und Rina Sakuragi.